# Marco Atílio Régulo (cônsul em 227 a.C.)
Marco Atílio Régulo (em latim: Marcus Atilius Regulus) foi um político da gente Atília da República Romana eleito cônsul em 227 a.C. com Públio Valério Flaco. Foi nomeado cônsul sufecto em 217 a.C.. Era filho de Marco Atílio Régulo, cônsul em 267 e 256 a.C. e que morreu exilado em Cartago depois de ser capturado na Batalha de Túnis, na Primeira Guerra Púnica. Seu irmão, Caio Atílio Régulo, cônsul em 225 a.C., morreu no posto na Batalha de Telamão.

## Consulado (227 a.C.)
Foi eleito cônsul com Públio Valério Flaco em 227 a.C., ano no qual o número de pretores foi elevado a quatro.

## Segunda Guerra Púnica

### Consul sufecto (217 a.C.) e procônsul (216 a.C.)
Em 217 a.C., segundo ano da Segunda Guerra Púnica, foi nomeado cônsul sufecto pelo Senado para substituir o cônsul Caio Flamínio Nepos, trucidado na Batalha do Lago Trasimeno. Com seu colega, Cneu Servílio Gêmino, continuou a guerra contra Aníbal com poderes proconsulares no exército do ditador Fábio Máximo. No final de 216 a.C., seu mandato foi estendido por que os novos cônsules ainda não haviam sido eleitos. Quando Lúcio Emílio Paulo e Caio Terêncio Varrão chegaram, Régulo recebeu a permissão de voltar para Roma, principalmente por causa de sua idade avançado. Para substituí-lo foi enviado o mestre da cavalaria Marco Minúcio Rufo, que, assim como Servílio Gêmino, acabou morto na Batalha de Canas.

### Triúnviro (216 a.C.)
No mesmo ano, juntamente com Lúcio Emílio Papo e o tribuno da plebe Lúcio Escribônio Libão, foi um dos triúnviros (triumviri mensarii) nomeados para resolver a questão da falta de dinheiro em Roma por causa da guerra.

### Censor (214 a.C.)
Em 214 a.C. foi eleito censor com Públio Fúrio Filo. Os dois castigaram severamente todos os que haviam fracassado em seu dever para com a República durante as catástrofes pelas quais Roma vinha passando nos últimos anos. Todos os que haviam feito parte do projeto de abandonar a Itália depois do desastre da Batalha de Canas, todos os que haviam sido feito prisioneiros por Aníbal e que vieram como embaixadores até Roma com a promessa de regressar ao acampamento cartaginês e não cumpriram sua palavra, foram degradados à condição de aerarii. No ano seguinte, com o início do mandato dos novos tribunos da plebe, Régulo foi acusado em público, assim como Filo, por Lúcio Cecílio Metelo, um dos penalizados no ano anterior.
A intervenção dos outros tribunos impediu os censores de se defenderem durante o mandato, que durava cinco anos (lustrum). A morte prematura de Filo interrompeu o mandato, pois, como era costume, Régulo renunciou em respeito à morte do colega.